# Jakszycy
Jakszycy (biał. Якшыцы; ros. Якшицы; pol. Jakszyce) – wieś na Białorusi, w obwodzie mińskim, w rejonie berezyńskim, w sielsowiecie Bahuszewiczy. W 2009 roku liczyła 254 mieszkańców. Miejsce urodzenia polityka Mieczysława Łomanowskiego. W latach 1919–1920 siedziba gminy Jakszyce. W 1920 roku miała tam miejsce bitwa pod Jakszycami.